# 永耒铁路
永耒铁路是湖南省耒阳市一条地方煤矿铁路。全长71公里。是白沙矿区北三矿、新生煤矿的煤炭外运及耒阳电厂运输铁路。年设计运能400万吨。

## 线路
设有8座车站、2乘降所，有GK1C－B型内燃机车3台，GK1C型机车1台，轨道车3台，自备货车55辆。 运量由建路初期的年运量14.2万吨提升到的300万吨左右。
白沙大桥位于珠龙铁路K0+300，跨越耒水，长305.07米，11孔钢筋混凝土梁桥。1967年12月动工，1969年8月建成。耗资89.2万元。

## 历史
永耒铁路公司前身系耒新铁路指挥部和白沙铁路工程处， 
1958年为解决新生煤矿、湘永煤矿（位于永兴县城西北）的建矿材料和煤炭外运，1958年8月湖南省人民委员会批准成立湘新铁路建设办事处，线路设计测量由广州铁路局设计事务所承担。1959年6月完成勘察设计。1959年11月成立“湖南省耒新铁路建筑工程指挥部”，耒阳县委副书记罗育华任指挥长。1959年11月下旬动工。7000余民工参建。1960年4月完成13公里路基主体工程。1960年底下马。1961年2月复工。1961年5月，省劳改局组织200劳改干部、武警1个连、5000余名劳改释放就业人员施工。1963年7月15日全线土石方施工完成。1967年4月完成铺轨。1974年1月正式运营，正线全长27.143km，投资1434万元。
1967年4月湖南省煤炭工业厅白沙铁路工程处成立。珠龙（珠矶滩站至龙塘站）铁路1967年开工，1974年竣工，1975年通车，正线全长9.432km，投资712.27万元。白南（白沙坪站至南阳站）铁路1970年动工，1975年2月竣工，正线全长5.471km，投资383.89万元。
1975年4月白沙铁路工程处与耒新铁路指挥部合并成立永耒铁路管理处，划归湖南省煤炭工业局管辖。1983年下放白沙矿务局管辖。永耒铁路管理处于2001年改制成为永耒铁路公司，划归白沙能源股份公司管辖。 